# Is This Real?
| Críticas profissionais | Críticas profissionais |
| Avaliações da crítica  | Avaliações da crítica  |
| Fonte                  | Avaliação              |
| ---------------------- | ---------------------- |
| All Music              | link                   |
| Robert Christgau       | (B+) link              |
| Q                      | [ 1 ]                  |

Is This Real? é o primeiro álbum de estúdio da banda de punk rock Wipers, de Portland, Orégon, lançado originalmente em vinil em janeiro de 1980 pela Park Avenue Records.
O álbum foi reeditado em CD pela Sub Pop em 1993, acrescentando mais três faixas do EP Alien Boy.
Em 2001, foi remasterizado digitalmente por Greg e reeditado novamente em sua própria gravadora Zeno Records, como parte de um conjunto de 3 CDs, com a lista de faixas alterada para que a música "Alien Boy" aparecesse junto com as outras três faixas do EP Alien Boy, após "Wait a Minute".
Foi reeditado em LP pela Jackpot Records em 2006, e remasterizado novamente a partir das fitas originais que Greg forneceu à gravadora.

## Lançamento e recepção
Inicialmente querendo divulgá-lo através da sua própria gravadora Trap Records, Greg decidiu lançar o álbum pela Park Avenue Records, esperando que isso lhes desse uma distribuição um pouco mais ampla. Antes de ser lançado, a Park Avenue insistiu que a banda regravasse o álbum em um estúdio profissional, como foi originalmente gravado no estúdio de ensaios da banda em um gravador de 4 faixas. Quando finalmente lançado, o álbum não foi promovido e recebeu pouca atenção, apenas ganhando seguidores cult na cidade natal da banda. Revendo o The Village Voice em 1980, Robert Christgau escreveu: "Três caras de Portland (Orégon, mas também poderia ser o Maine) que pegaram o punk fora de moda, e por esse motivo, parecem que ainda estão descobrindo algo. O que dificilmente os torna únicos - existem bandas semelhantes em dezenas, senão centenas, de cidades americanas, muitas das quais me enviam discos. O que distingue essa são os vocais fortes e intensos de Greg Sage - destacado, mas nunca bobo, apaixonado, mas nunca exagerado-- e econômica construção de um gancho".
O álbum (e as músicas da banda em geral) ganhou uma audiência um pouco maior no início dos anos 90, após a banda de grunge Nirvana ter feito covers das músicas "Return of the Rat" e "D-7" em um álbum de tributo aos Wipers e no EP Hormoaning do grupo. Em 1993, o vocalista e guitarrista do Nirvana, Kurt Cobain, listou Is This Real? em 46º lugar em seu top 50 melhores álbuns de todos os tempos, ele citou o álbum como o mais influente no som do Nirvana em seus diários. O DJ da rádio BBC Radio 1, John Peel, declarou em uma entrevista de 1993 que era um dos seus top 20 álbuns favoritos.
Is This Real? mais tarde passou a ser considerado um álbum clássico de punk rock dos anos 80. Stephen Howell, do AllMusic, em sua revisão de retrospectiva, classificou o álbum em 4 de 5 estrelas e afirmou que a produção "deixa muito a desejar com sua bateria que soa minúscula, mas, felizmente, os negativos não superam os positivos". Ele também disse que Greg escreveu "músicas bastante simplistas com acordes poderosos, mas cada melodia infecta seu cérebro como uma febre" e observou que grande parte do álbum tem uma sensação sombria e ameaçadora.

## Versões covers
Além dos covers feitos pelo Nirvana como acima mencionado, "Return of the Rat" também recebeu cover do Bored! em seu álbum Scuzz. O cover da faixa "Mystery" foi feita por várias bandas, incluindo Eagulls, JEFF the Brotherhood, Shellshag, Rose Melberg, e Meat Wave. "Up Front" foi feito por Poison Idea e Corin Tucker, "Potential Suicide" por Napalm Beach e "Wait A Minute" por My Vitriol.

## Lista de faixas
Todas as faixas foram escritas por Greg Sage.
Lado 1
| N.º | Título              | Duração |  |
| 1.  | "Return of the Rat" | 2:37    |  |
| 2.  | "Mystery"           | 1:46    |  |
| 3.  | "Up Front"          | 3:04    |  |
| 4.  | "Let's Go Away"     | 1:47    |  |
| 5.  | "Is This Real?"     | 2:39    |  |
| 6.  | "Tragedy"           | 1:59    |  |
| 7.  | "Alien Boy"         | 3:18    |  |

Lado 2
| N.º            | Título                 | Duração |  |
| 1.             | "D-7"                  | 4:04    |  |
| 2.             | "Potential Suicide"    | 3:35    |  |
| 3.             | "Don't Know What I Am" | 2:56    |  |
| 4.             | "Window Shop for Love" | 2:59    |  |
| 5.             | "Wait a Minute"        | 3:05    |  |
| Duração total: | Duração total:         | 33:55   |  |

## Créditos
- Greg Sage – vocais, guitarra
- Dave Koupal – baixo
- Sam Henry – bateria

## Produção
- Greg Sage – produção
- Bob Stoutenberg – engenheiro de som, gravação
- Mark Heim; Mike King – arte da capa
- Jay Elliot – arte do encarte